# Dawson. Isla 10
Dawson. Isla 10 és una pel·lícula xilena de Miguel Littín estrenada en 2009, que conta la història dels ministres de l'enderrocat president socialista Salvador Allende, que van ser enviats al camp de concentració a Illa Dawson després del Cop d'estat de l'11 de setembre de 1973. La pel·lícula es basa en el llibre Dawson. Isla 10 de Sergio Bitar.

## Sinopsi
El cop d'estat xilè de 1973 va enderrocar el president Salvador Allende i va instaurar en el poder el general Augusto Pinochet a Xile. Aquesta pel·lícula narra la història dels antics membres del gabinet d'Allende, que van ser arrestats i empresonats en una presó política, especialment dissenyada com a camp de concentració a l'illa de Dawson, Tierra del Fuego. Al començament del segle xx, el campament havia estat utilitzat per allotjar selk'nam i altres pobles indígenes, traslladant-los des de l'illa principal per acabar amb la seva interferència amb les grans ramaderies que s'havien establert, ja que persistien a la caça als seus antics territoris.
El 1973, centenars d'altres comunistes i dissidents polítics presumptes també van ser empresonats a l'illa de Dawson pel govern de Pinochet. Sota l'estricte control de l'armada xilena, aquests homes van lluitar per sobreviure a les temperatures de congelació i les dures condicions.

## Repartiment
- Benjamín Vicuña - Sergio Bitar (Isla 10)
- Bertrand Duarte - Miguel Lawner
- Pablo Krögh - José Tohá
- Cristián de la Fuente - Teniente Labarca
- Sergio Hernández - Comandant Jorge Sallay
- Luis Dubó - Sargento Figueroa
- Caco Monteiro - Fernando Flores
- Horacio Videla - Dr. Arturo Jiron
- Alejandro Goic - Capità Salazar
- Matías Vega - Osvaldo Puccio Huidobro (fill)
- Andrés Skoknic - Orlando Letelier
- Elvis Fuentes - Clodomiro Almeyda
- Pedro Villagra - Sergent Barriga
- Luis Quevedo
- José Martín - Osvaldo Puccio Giesen (pare)
- Raúl Sendra - Edgardo Enríquez
- María Olga Matte - Periodista
- Daniel Alcaíno - Sacerdot
- Enrique Espíldora - Jaime Tohá

## Nominacions
Fou nominada al Goya a la millor pel·lícula estrangera de parla hispana. L'actor Luis Dubó va guanyar un Premi Altazor de les Arts Nacionals.